# Purulia
Purulia (o Puruliya) è una suddivisione dell'India, classificata come municipality, di 113.766 abitanti, capoluogo del distretto di Purulia, nello stato federato del Bengala Occidentale. In base al numero di abitanti la città rientra nella classe I (da 100.000 persone in su).

## Geografia fisica
La città è situata a 23° 19' 60 N e 86° 22' 0 E e ha un'altitudine di 227 m s.l.m..

## Società

### Evoluzione demografica
Al censimento del 2001 la popolazione di Purulia assommava a 113.766 persone, delle quali 59.171 maschi e 54.595 femmine. I bambini di età inferiore o uguale ai sei anni assommavano a 13.538, dei quali 7.074 maschi e 6.464 femmine. Infine, coloro che erano in grado di saper almeno leggere e scrivere erano 77.795, dei quali 44.877 maschi e 32.918 femmine.